# Cammell Laird

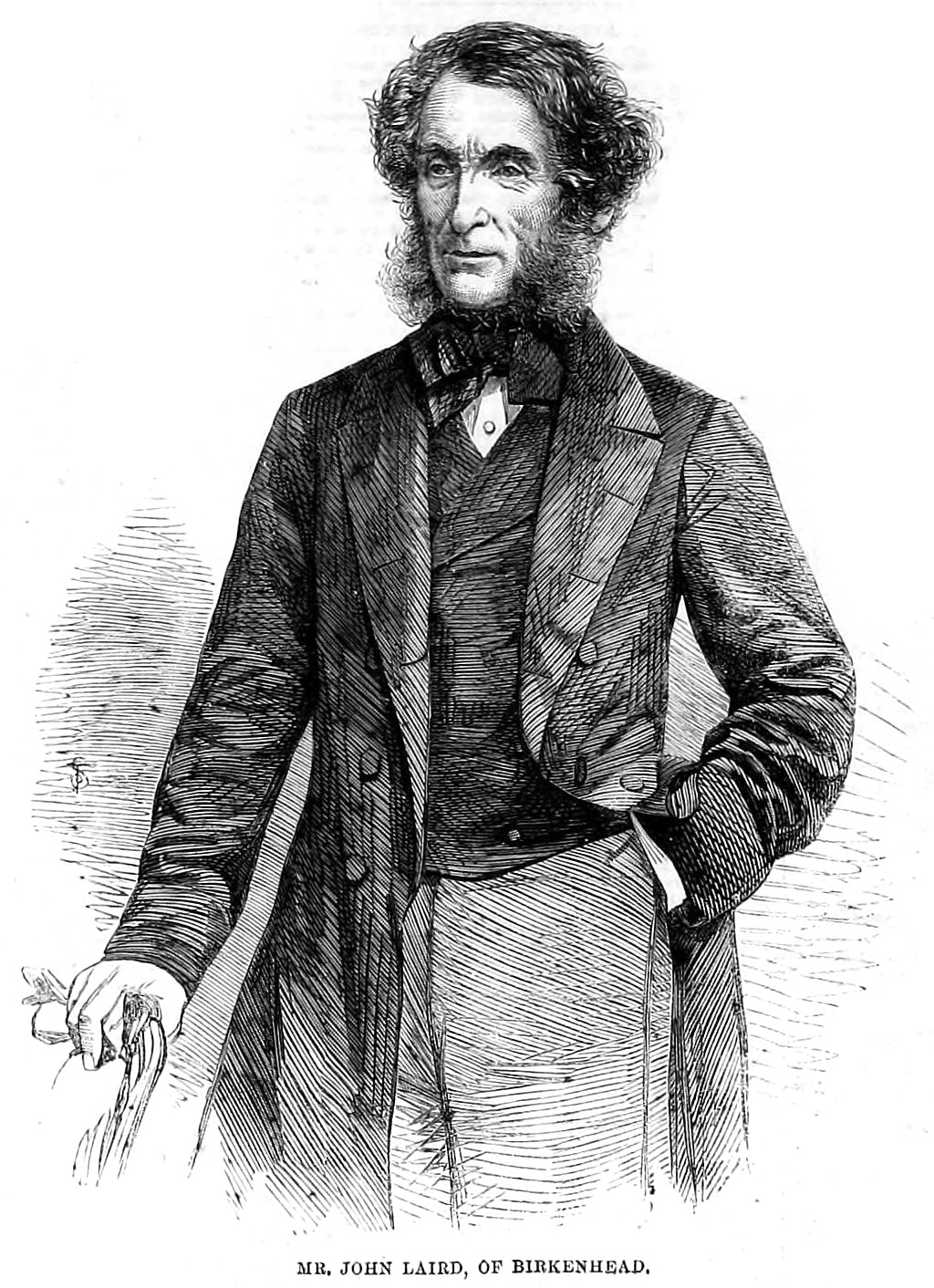
John Laird

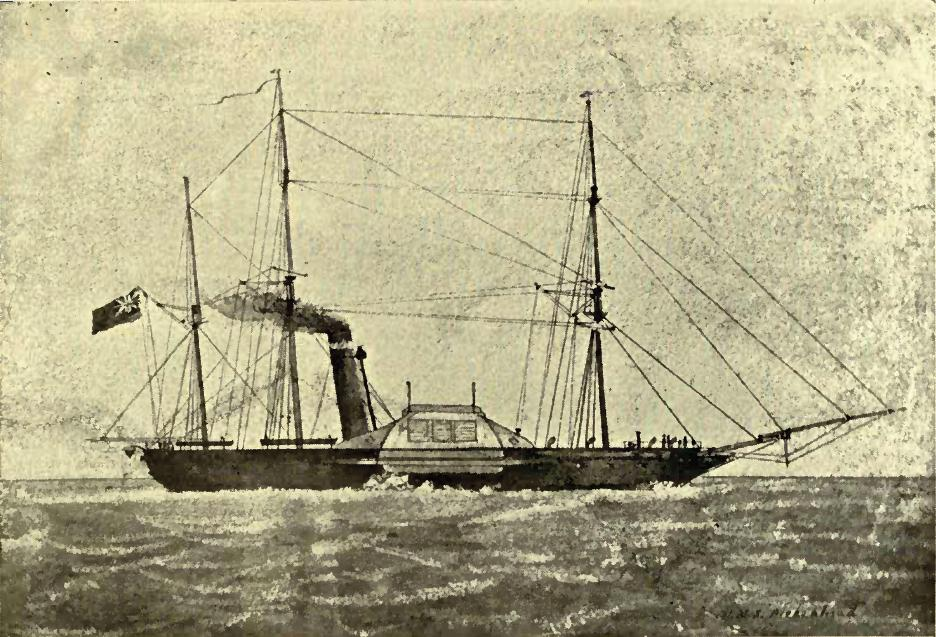
HMS Birkenhead

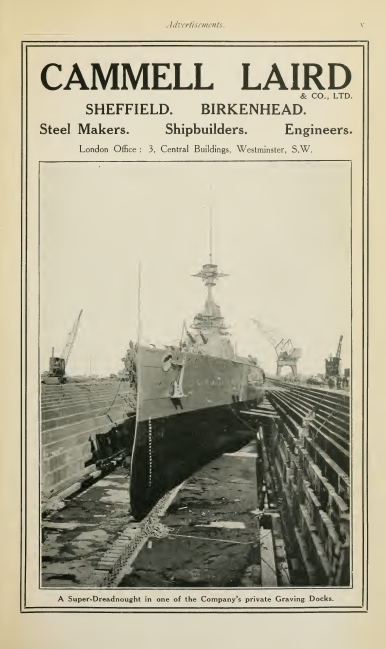
Advertentie van het bedrijf (1915)

Cammell Laird was een grote Britse scheepswerf in Birkenhead. Het was het resultaat van een fusie van Laird Brothers en Johnson Cammell & Co uit Sheffield aan het begin van de twintigste eeuw. Het bedrijf bouwde ook rollend spoorwegmaterieel, dit onderdeel werd in 1929 afgestoten en ging verder als Metropolitan-Cammell Carriage & Wagon Company.

## Geschiedenis

### Voorlopers
William Laird (1780-1841) had in 1824 Birkenhead Iron Works opgericht. Met zijn zoon John (1805–1874) richtte hij William Laird and Son op, een fabrikant van stoomketels. John was overtuigd dat de techniek voor het maken van ketels ook gebruikt kon worden voor het maken van ijzeren schepen en omstreeks 1830 werd het eerste ijzeren schip gebouwd. Het bedrijf voegde een scheepwerf toe en raakte al snel bekend in de markt. In 1845 maakte het bedrijf het eerste ijzeren oorlogsschip, HMS Birkenhead, voor de Royal Navy. Het schip was geen succes en ging in februari 1852 ten onder met vele doden tot gevolg. Op 1 januari 1860 kwamen twee zonen van John Laird bij het bedrijf en de naam werd gewijzigd in John Laird, Sons & Co. In 1862 kwam ook zoon Henry bij het bedrijf en gingen de drie broers verder onder de bedrijfsnaam Laird Brothers. 
Johnson Cammell & Co werd opgericht door Charles Cammell en Henry en Thomas Johnson. Dit bedrijf maakte metalen producten, waaronder ijzeren wielen en rails voor de Britse spoorwegen en pantserplaten. Het bedrijf was gevestigd in Sheffield.

### Cammell Laird
In 1903 fuseerden beide bedrijven tot Cammell Laird en werd een toonaangevend bedrijf op het gebied van de scheepsbouw en rollend materieel voor de spoorwegen en rijtuigen voor de Londense metro. In 1929 werd de spooractiviteiten afgesplitst en samengevoegd tot Metropolitan-Cammell Carriage & Wagon Company.
Tussen 1829 en 1947 werden meer dan 1100 schepen van allerlei aard te water gelaten vanaf de hellingen van Cammell Laird aan de rivier de Mersey. Enkele bekende schepen zijn het eerste stalen schip ter wereld, de Ma Roberts, gebouwd in 1858 voor de Zambezi expeditie van David Livingstone. CSS Alabama werd in 1862 gebouwd voor de Geconfedereerde Staten van Amerika. Voor de Nederlandse marine werd het ramtorenschip Prins Hendrik gebouwd. HMS Caroline werd beroemd om de snelle bouwtijd, in een recordtijd van negen maanden na de kielleging volgde de te water lating. Het maakte in 1920 het eerste volledig gelaste schip, de Fullagar. Voor Cunard maakte het de tweede RMS Mauretania. Oorlogsschepen maakte het ook, waaronder het vliegdekschip HMS Ark Royal in 1937, het slagschip HMS Prince of Wales en in 1950 volgde het grootste schip dat tot dan toe voor de Royal Navy was gebouwd, de tweede HMS Ark Royal. Het Nederlandse vliegdekschip Hr.Ms. Karel Doorman werd in 1944 door deze werf opgeleverd als HMS Venerable.

### Nationalisatie
In 1977 werd de werf samen met de rest van de Britse scheepsbouwindustrie genationaliseerd en ging verder als British Shipbuilders. In 1984 was er een heftig arbeidsconflict toen bekend raakte dat bijna 1000 werknemers werden ontslagen. Zevenendertig werknemers werden gearresteerd, gevangengezet en ontslagen vanwege hun rol in het protest.

### Moderne geschiedenis
In 1986 kwam het bedrijf weer in private handen als onderdeel van Vickers Shipbuilding and Engineering (VSE) met de hoofdvestiging in Barrow-in-Furness. VSE en Cammell Laird waren de enige Britse scheepswerven die nucleaire onderzeeërs konden bouwen. Na het einde van de bouw van vier onderzeeboten van de Upholder- of Victoriaklasse in 1993, werd de sluiting van de Cammell Laird werf bekend gemaakt. Ook dit besluit viel slecht bij de werknemers.
In 1997 werd de werf overgenomen door de Coastline Group, maar vier jaar later ging dit bedrijf failliet. Diverse werven werden gesloten, maar een paar werven van Cammell Laird kwamen in handen van A&P Group, een scheepsreparatie bedrijf. In 2007 kwam de naam Cammell Laird in handen van Northwestern Shiprepairers & Shipbuilders. Op 17 november 2008 werd de naam Northwestern Shiprepairers & Shipbuilders gewijzigd in Cammell Laird Shiprepairers & Shipbuilders Limited. Als reden werd de goede naamsbekendheid van Cammell Laird gegeven.
De werf krijgt nog altijd veel opdrachten voor de bouw of onderhoud van marineschepen. In 2015 kreeg het de opdracht voor de bouw van Sir David Attenborough een onderzoeksschip. In september 2023 werd bekend dat de werf betrokken worden bij de bouw van het nieuwe Type 26 fregatten voor de Britse marine.